# European Space Research Organisation

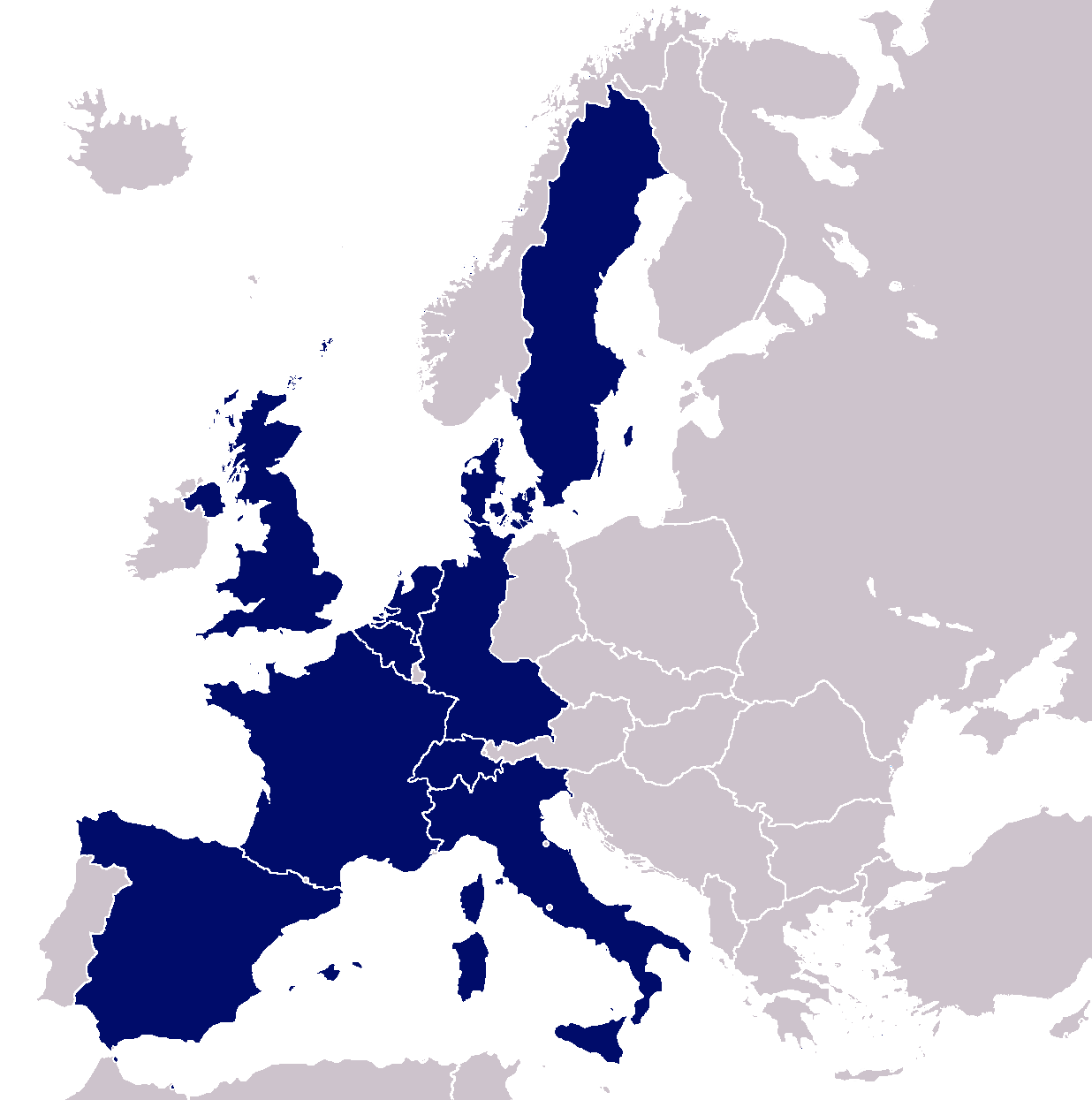
Karte der Gründerstaaten der ESRO

Die European Space Research Organisation (ESRO) war die erste länderübergreifende europäische Weltraumforschungsorganisation und Vorläufer der ESA. Die ESRO wurde am 14. Juni 1962 durch zehn Staaten (Belgien, Dänemark, Frankreich, Italien, die Niederlande, Spanien, Schweden, die Schweiz, Großbritannien und die Bundesrepublik Deutschland) gegründet; die Verträge traten am 20. März 1964 in Kraft.
Die ESRO baute wissenschaftliche Satelliten, die von den USA aus in ihre Umlaufbahn gebracht wurden. Die Einrichtungen der ESRO wurden bewusst dezentralisiert, um Wissenschaftler und Ingenieure aus verschiedenen Staaten zu beteiligen, die Teilnahme an der Forschung auf lokaler Ebene greifbar zu machen und die Verbindung von nationaler und internationaler Forschung zu verbessern. Der Verwaltungssitz war in Paris, der erste Generaldirektor war Pierre Auger, der maßgeblich an der Entstehung der Organisation mitwirkte. Diverse Einrichtungen wurden von ESRO neu geschaffen:
- ESRANGE European Space Range bei Kiruna als Startplatz für Höhenforschungsraketen
- ESDAC European Space Data Acquisition Centre, nach wenigen Jahren wurden die Aufgaben von ESOC European Space Operations Centre zur Missionskontrolle in Darmstadt übernommen.
- Die ersten Einrichtungen von ESTRACK mit ESEC in Redu
- ESLAB European Space Research Laboratory, später ESRIN European Space Research Institute in Frascati
- ESTEC European Space Research and Technology Centre in Noordwijk

Parallel wurde die European Launcher Development Organisation (ELDO) gegründet, mit der Aufgabe eine eigene Trägerrakete zu entwickeln und dadurch Satelliten selbst starten zu können. Auf der Europäischen Weltraumkonferenz vom 12. bis 14. November 1968 in Bad Godesberg wurde der Zusammenschluss der ESRO mit der ELDO zu einer einheitlichen Organisation beraten. Am 30. Mai 1975 erfolgte die Fusion zur heutigen Europäischen Weltraumorganisation (ESA).

## Satellitenmissionen

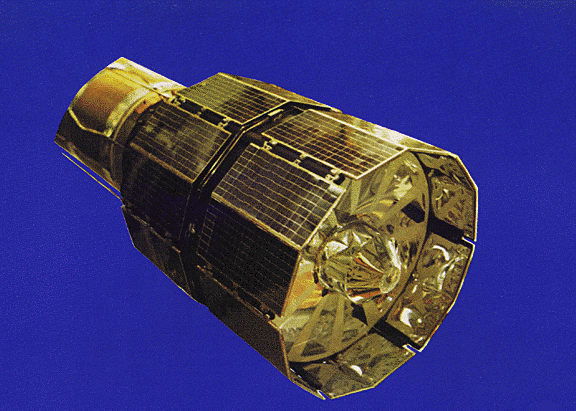
Bild vom ESRO-2B-Satelliten

Zwischen 1967 und 1972 startete die ESRO fünf Satelliten mit der Scout-B-Rakete, einen mit der Scout-D1 und drei mit verschiedenen Versionen der Delta:
1. Iris 1 (ESRO-2A), startete am 29. Mai 1967 von der Vandenberg Air Force Base mit einer Scout-B, USA erreichte aber nicht den Orbit.
2. Iris 2 (ESRO-2B) zur Erforschung der Sonnenstrahlung (Orbital Solar Observatory) und der kosmischen Strahlung. Er startete am 16. Mai 1968 von der Vandenberg Air Force Base mit einer Scout-B, verglühte am 8. Mai 1971 in der Erdatmosphäre.
3. Aurora (ESRO-1A), startete am 3. Oktober 1968 von der Vandenberg Air Force Base.
4. HEOS-1 auch Heos A1 genannt, startete am 5. Dezember 1968 mit einer Delta-E1 vom Kennedy Space Center, USA und verglühte am 28. Oktober 1975.
5. Boreas (ESRO-1B), startete am 1. Oktober 1969 von der Vandenberg Air Force Base und verglühte am 23. November 1969.
6. HEOS-2, startete am 31. Januar 1972 von der Vandenberg Air Force Base mit einer Delta-L, verglühte am 5. August 1974.
7. TD-1A, startete am 12. März 1972 mit einer Thor-Delta-Rakete (Delta-N) von der Vandenberg Air Force Base. Der UV-Röntgen- und Gammasatellit arbeitete, unterbrochen durch zwei „Schlafphasen“, bis zum Aufbrauch der Treibstoffvorräte im Mai 1974. Er verglühte am 9. Januar 1980.[2]
8. ESRO-4, startete am 22. November 1972 mit einer Scout-D1 und verglühte nach erfolgreicher Forschungsmission am 15. April 1974.[3]

## Von der ESRO geplante und der ESA ausgeführte Missionen
1. COS-B
2. GEOS 1 u. 2
3. OTS
4. Meteosat
5. ISEE 2
6. IUE
7. EXOSAT

## Sonstiges
Die ESRO erhielt 1968 von MBB den Vorschlag für eine Vorbeiflugsonde namens „MESO“, die den Planeten Merkur erforschen sollte. Der Vorschlag wurde jedoch im Juli 1969 abgelehnt.